# Вилла-Сан-Пьетро
Вилла-Сан-Пьетро (итал. Villa San Pietro, сард. Santu Perdu) — коммуна в Италии, располагается в регионе Сардиния, подчиняется административному центру Кальяри.
Население составляет 1778 человек, плотность населения составляет 44,89 чел./км². Занимает площадь 39,61 км². Почтовый индекс — 9010. Телефонный код — 070.
Покровителем коммуны почитается святой апостол Пётр, празднование 29 июня. В коммуне также почитается святой Эфизий, шествие в его честь совершается 2 мая.

## Этимология
Первоначально коммуна именовалась на сардинском языке, как Санту-Педру-де-Нурас (Santu Pedru de Nuras), хотя позже закрепилось итальянское наименование Сан-Пьетро-Пула (San Pietro Pula).
С 28 июня 1949 года за коммуной закреплено датируемое 1728 годом современное название, Вилла-Сан-Пьетро (Villa San Pietro).

## История
Территория Вилла-Сан-Пьетро была населена с донурагических и нурагических времён, о чём свидетельствуют расположенные в районе коммуны домусы и гробницы гигантов, а также нураги, в значительной степени похороненные под землёй.
Город имеет римское происхождение. В Средние века сначала располагался на территории куратории Нора, а затем Капотерры в юдикате Кальяри. После падения юдиката в 1258 году коммуна перешла во владение Герардо, происходившего из пизанского рода Делла Герардеска. К этому же периоду относится время строительства готико-романской церкви XIII века, названной в честь Святого Петра.
В 1355 году Сардиния была присоединена к королевству Арагон, Вилла-Сан-Пьетро была включена в состав графства Квирра, феодального владения рода Карроц. Вскоре после этого поселение опустело и было заселено вновь только в XVII веке, когда в 1603 году коммуна была преобразована в маркизат семьи Сентельес; в Словаре государства короля Сардинии Анджиус пишет: "на этом месте всегда оставался ряд пастбищных и сельскохозяйственных семей, даже когда Пула оставалась заброшенной из-за угрозы постоянных вторжений варваров, жители этого поселения пользовались плодородием почвы и обилием пастбищ, зарабатывая на дровах, продаваемых в Кальяри".
В скором времени маркизат стал зависим от барона Пулы. В 1839 году Пула вместе с Вилла-Сан-Пьетро были выкуплены Савойским королевством у последнего феодала, Филиппо Осорио, и в коммуне были введены должность мэра и муниципальный совет.

### Символы
Герб и гонфалон муниципалитета Вилла-Сан-Пьетро были утверждены указом президента от 22 июня 1973 года.
Муниципальный гонфалон состоит из усеченной драпировки синего и белого цветов.